# Memmingen
Memmingen kreisfri by i Bayern Regierungsbezirk Schwaben i den tyske delstat Bayern. Den er center for skole, forvaltning og handel i Region Donau-Iller. Byens område grænser mod vest til floden Iller, der danner grænse til delstaten Baden-Württemberg og er mod nord, øst og syd omgivet af Landkreis Unterallgäu.
Memmingen hører til Oberschwaben og er med sine omkring 42.000 indbyggere, den femtestørste by i Regierungsbezirk Schwaben. Byens historie går tilbage til romerriget, og den gamle bydel med sine mange pladser, borger- og patricerhuse, paladser og befæstning er en af de bedst bevarede i Sydtyskland. Samtidig er byen med sine gode trafikforbindelser både med vej, jernbane og i luften et trafikknudepunkt for Oberschwaben, Allgäu og Mittelschwaben.

## Geografi
Memmingen ligger ved Bayerns vestgrænse til Baden-Württemberg ved floden Iller, cirka 50 kilometer syd for Ulm og 115 kilometer sydvest for München i Memminger Trockental, som var Iller-Gletsjerens hovedflod under den sidste istid. Byområdet afgrænses naturligt mod vest af skråningerne ved Buxach, mod sydøst af Benninger Ried, mod øst af dalen hvor kommunen Memmingerberg ligger. Mod nordøst ligger bydelen Eisenburg.
- Laveste punkt: 562 moh.
- Højeste punkt: 679 moh. (I Eisenburger Wald)
- Centrum ligger 595 moh.

### Udstrækning og inddeling
Memmingens største udstrækning fra nord til syd er 14,6 kilometer, og fra øst til vest er der 11,3 kilometer.
Det samlede areal er 70,14 kvadratkilometer, hvoraf 3.530 hektar er landbrugsareal, 1.709 hektar skov, 51 hektar vand. Arealet af offentlige trafikanlæg på 530 hektar er relativt højt, ligesom 75 hektar med rekreative og grønne arealer.
Byen består, udover Memmingen af bydelene Amendingen, Bleiche, Brunnen, Buxach, Buxachermühle, Dickenreishausen, ein Teil des Ortes Egelsee, Eisenburg, Ferthofen, Grünenfurt, Hart, Hitzenhofen, Illerfeld, Priemen, Schnaid, Steinheim, Unterhart og Volkratshofen.